# Morane-Saulnier MS.760 Paris

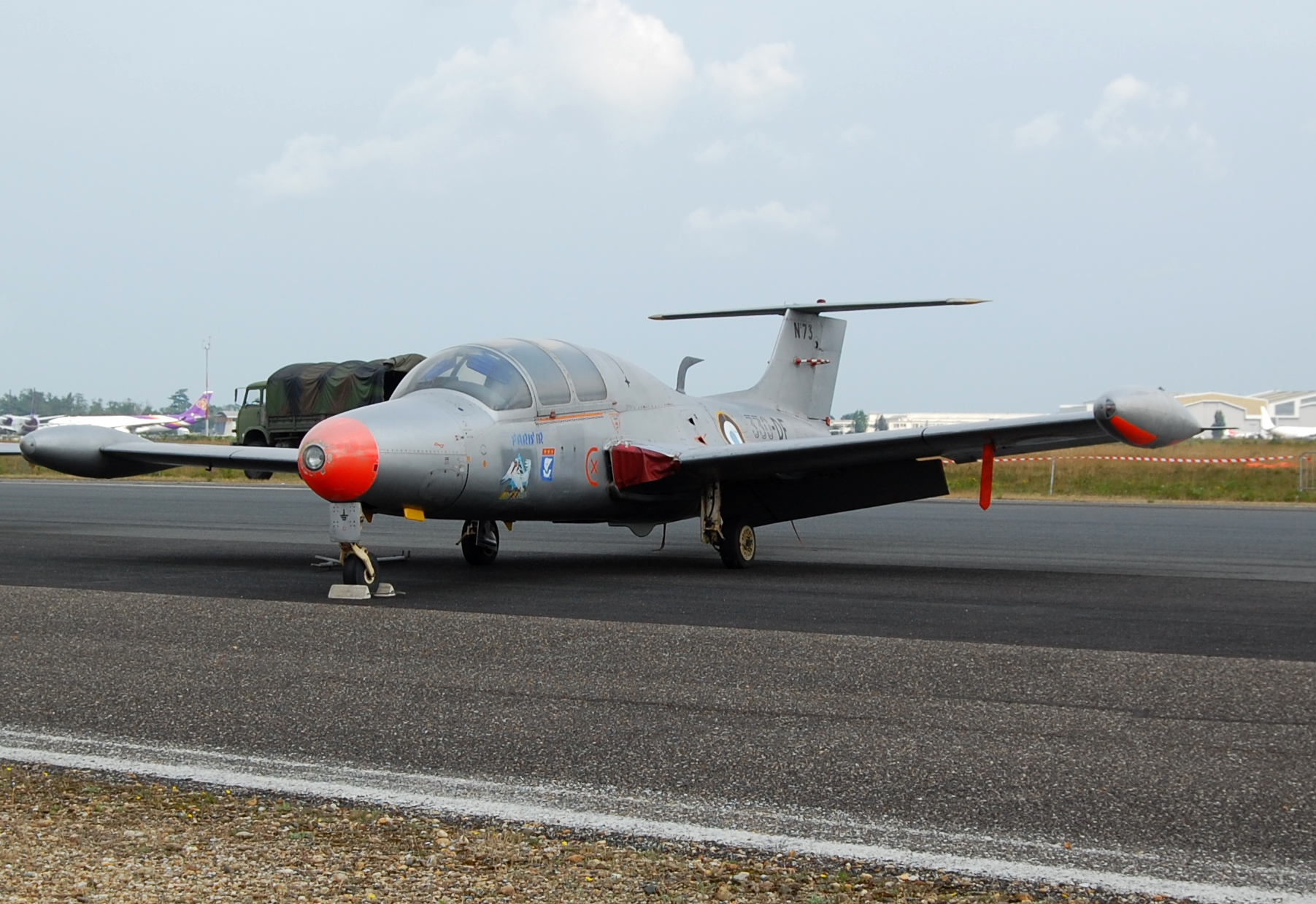
Morane-Saulnier MS 760 aux 100 ans de l'aviation à Mérignac en 2010.

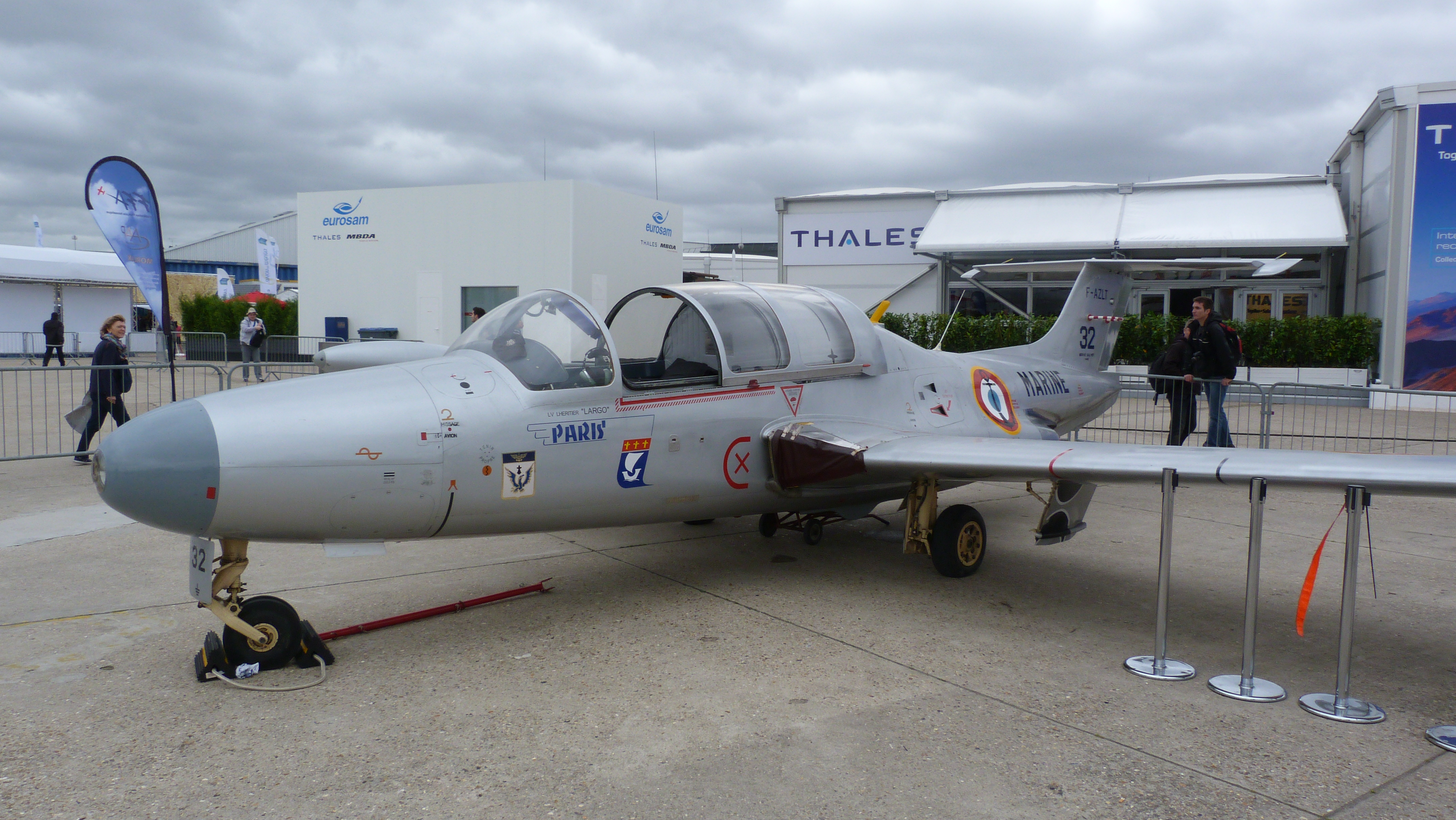
MS 760

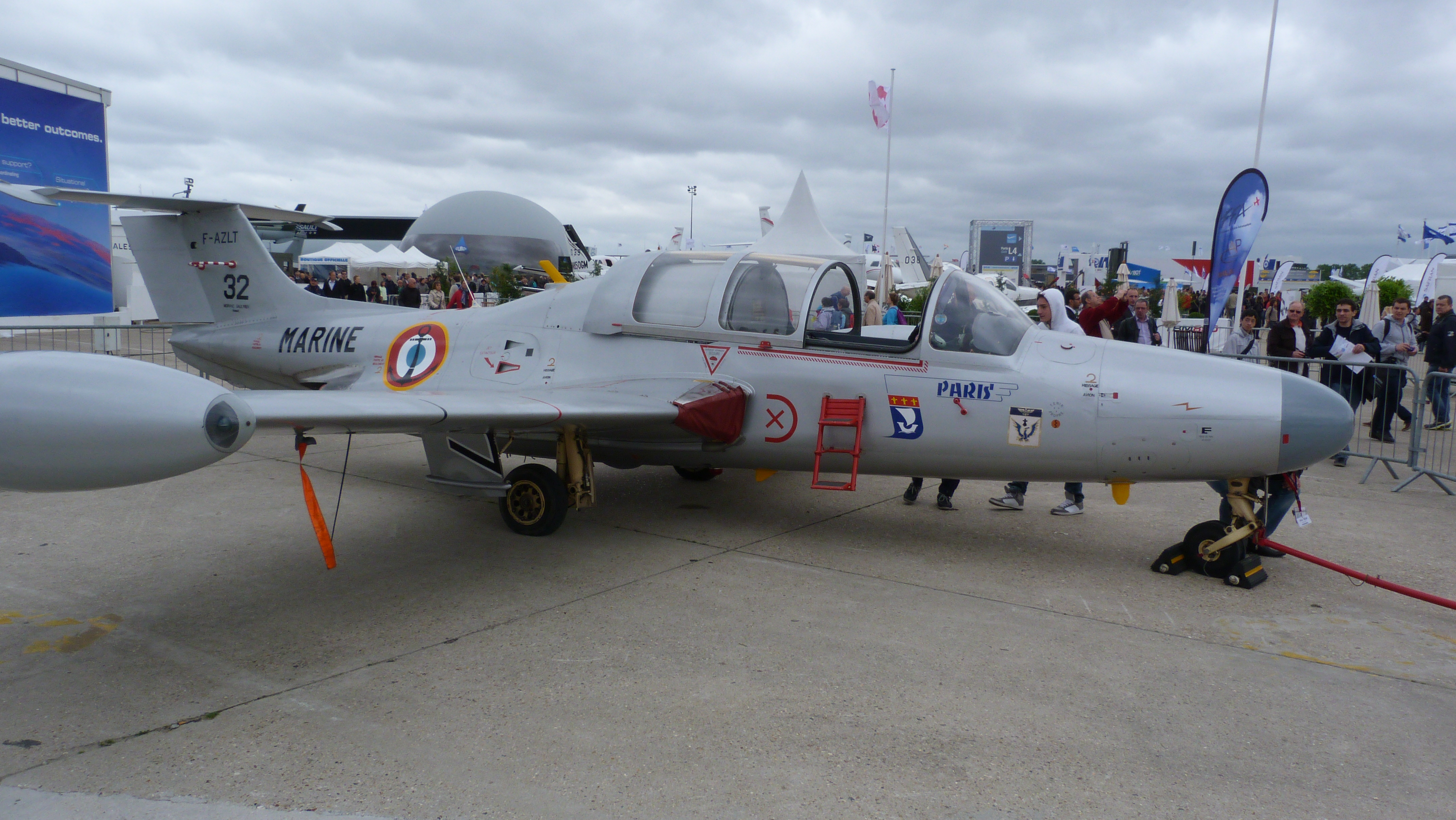
MS 760

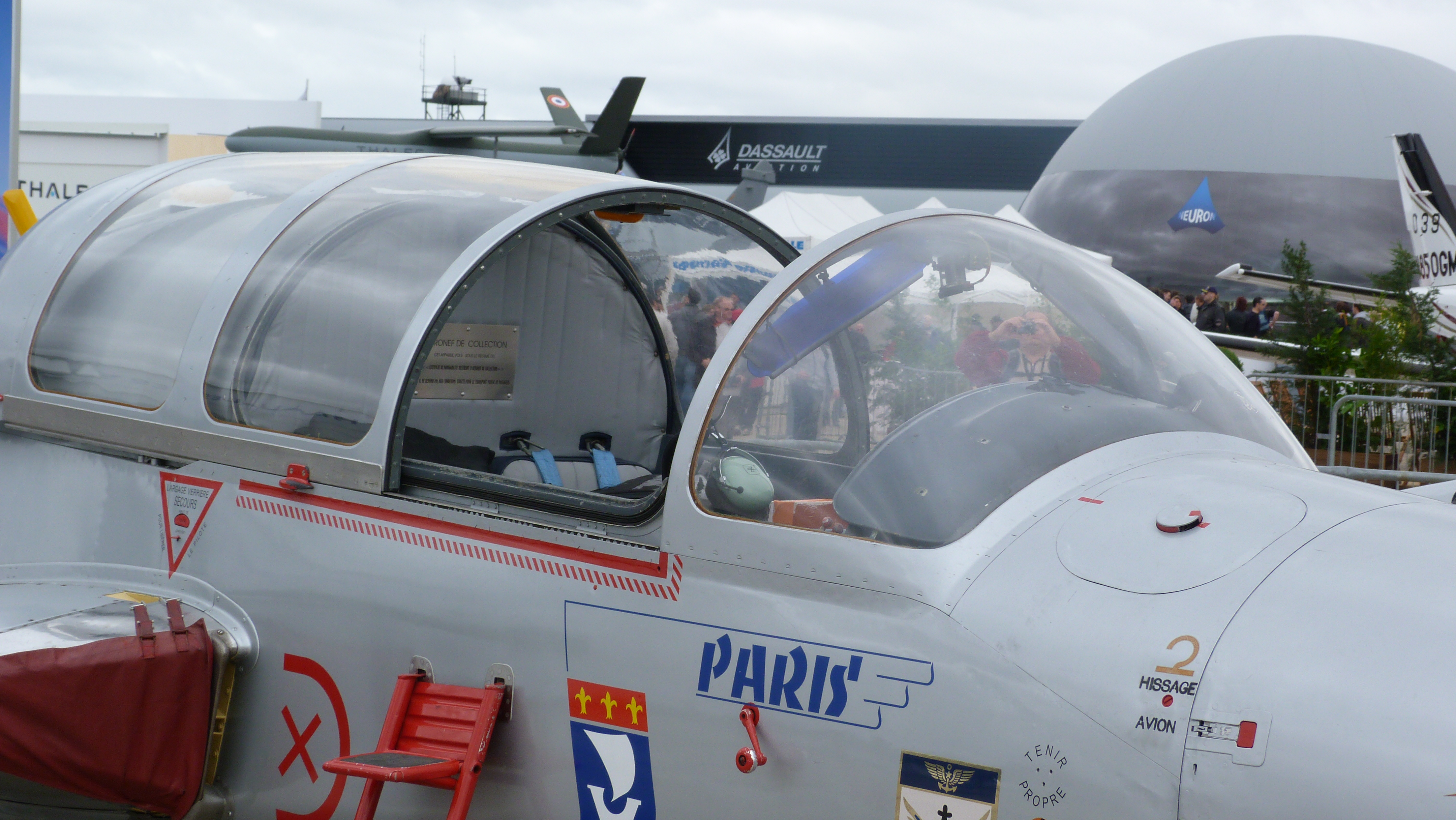
MS 760

Le Morane-Saulnier MS.760 « Paris » est un avion à réaction quadriplace construit par Morane-Saulnier, sous la direction de l'ingénieur Paul-René Gauthier, destiné principalement à des missions de liaison ou de transport léger. Apparu à la fin des années 1950, il a été construit à 157 exemplaires dont une bonne partie étaient toujours en service à la fin des années 1980. Un certain nombre d'avions ont été vendus à l'exportation ou à des opérateurs civils. Il est considéré comme l'un des tout premiers very light jet.

## Historique
Le 26 janvier 1953, Morane-Saulnier fit voler son prototype du MS 755 "Fleuret", un biplace d'entraînement à réaction, mais l’État Français choisit son concurrent le « Fouga Magister ». 
La firme ne baissa pourtant pas les bras et proposa le « Fleuret II » baptisé plus tard MS 760 "Paris", appareil quadriplace de liaison rapide en modifiant le prototype no 2 du MS 755.
Le premier vol du prototype 01 a lieu le 29 juillet 1954 piloté par Jean Cliquet et Remy Raymond depuis le terrain de Melun-Villaroche. Après ce vol de vingt-cinq minutes le pilote redécolle pour ramener l'avion au terrain de Morane-Saunier à Villacoublay estimant qu'il n'y avait pas besoin d'une piste en dur pour la suite des essais.
Après deux mois d'essais et une quarantaine d'heures de vol, le prototype Fleuret II, rebaptisé "Paris" effectue des vols de démonstration. 
- Le 23 septembre 1954, Jean Cliquet embarque Diomède Catroux secrétaire d'état à l'Air, son directeur de cabinet et son aide de camp pour la base de Bitburg près de Trèves. L'aller est réalisé en 40 minutes et le retour en 33 minutes soit une moyenne de 550 km/h[4].

- Le lendemain, Jean Cliquet, l'ingénieur d'essais Fontaine et le mécanicien Rémy Raymond décollent à 6 h 25 de Villacoublay, ravitaillent en 28 minutes à Marignane et se posent à Alger à 9 h 53. Après un nouveau ravitaillement express en 33 minutes l'avion repart pour Marignane pour un nouveau ravitaillement en 26 minutes et rejoint Villacoublay à 13 h 27 ayant parcouru 2770 kilomètres en 5h09 de vol soit une moyenne de 538 km/h[5].

Deux autres prototypes seront construits en 1954, les MS-760 02 et 03. 
Cet avion était construit sur le site de l'usine Morane-Saulnier située sur l'aéroport de Tarbes. 
L’Armée de l’Air est rapidement intéressée et passe commande, dès 1955, de 26 exemplaires du « Paris » (en plus du prototype no 3) comme appareil de liaison.  
La Marine nationale en fait autant en 1956, avec 14 exemplaires. Le Centre des Essais en Vol (CEV) en commande également 9 exemplaires. 
La Fuerza Aérea Argentina commandera à la fin 1957, 48 MS-760 dont 36 seront assemblés localement. Elle l'emploie pour des missions de bombardements lors de la révolte de la marine argentine en 1963.
Le prototype du Paris II, un Paris I transformé, effectue son premier vol en 1960.
Il a été utilisé pendant 48 ans par l'Argentine, 45 ans par l'Armée de l'Air française et 38 ans par la Marine nationale française. 
Quinze Paris ont été achetés neufs par des utilisateurs privés, ils étaient une cinquantaine sur les registres civils fin 2017, un seul volant en France en 2010. 
Parmi les clients, la compagnie pétrolière italienne nationalisée ENI (connue sous la marque commerciale Agip) avait acheté au début des années 1960 deux MS 760 Paris pour assurer le transport des hauts responsables de la société lors de leurs voyages d'affaires et transactions à l'étranger.
Sur le territoire français, trois MS-760 Paris ont récemment[Quand ?] été acquis par la société privée Aero Passion implantée sur l'aéroport de Dole-Tavaux dans le département du Jura. Cette dernière visant à préserver l'héritage de l'aviation, cette acquisition s'inscrivant dans la philosophie de la structure. Ces aéronefs en état de vol seront utilisés à des fins privées.

### Crash de l'avion d'Enrico Mattei
Le PDG de l'ENI, Enrico Mattei mourut le 27 octobre 1962 lors du crash de son MS 760 alors que l'appareil était en phase d'approche de l'aéroport de Milan-Linate, en compagnie du pilote (ancien as de l'aviation mussolinienne) Irnerio Bertuzzi et du journaliste américain Fred Mac Hale.
La façon dont fut menée l'enquête suscita bien des interrogations à l'époque (notamment à travers le film enquête de Francesco Rosi, L'Affaire Mattei, qui fut primé au festival de Cannes) et la possibilité d'une action criminelle, commanditée par les « major companies » pétrolières anglo-américaines, avec lesquelles Mattei était en rivalité commerciale fut évoquée avec insistance.
À la fin des années 1990, l'enquête fut rouverte : des débris de l'avion exhumés sur le lieu du crash (village de Bascapé), et  analysés avec des procédés de police scientifique modernes. Ils portaient des traces d'explosif et l'enquête conclut à une action criminelle (vraisemblablement une bombe déclenchée par l'ouverture des trappes de train d'atterrissage) sans toutefois pouvoir en désigner les auteurs.

## Variantes
- MS.760 Paris I : version initiale avec réacteurs Marboré II de 400 kgp
- MS.760B Paris II : réacteurs Marboré VI de 480 kgp, réservoirs en bout d'ailes, air climatisé, compartiment à bagages agrandi
- MS.760C Paris III : version allongée avec 6 places (1 prototype)
- MS.760 Paris IR et IIR : désignation des avions brésiliens rachetés par la France

## Utilisateurs
- France (36 exemplaires pour l'armée de l'air, 14 pour l'aéronautique navale)
- Argentine (48 exemplaires, dont 36 assemblés localement)
- Brésil (30 exemplaires, dont 23 rachetés plus tard par l'armée de l'air française)
- Opérateurs privés

## Renouveau
Le 2 novembre 2009, la société américaine JetSet, basée en Floride, a acquis le certificat de type qui appartenait à Daher-Socata
Outre cet achat, la société a acquis l'outillage, qui a été rapatrié en Floride.
Cette société a acheté environ 40 cellules réformées des armées de l'air du Brésil, de l'Argentine et de la France, afin de proposer un very light jet aux particuliers, pour un prix d'environ 500 000 $.
Si ce renouveau trouve son marché, la société envisage de construire de nouvelles cellules avec une nouvelle motorisation,.

## Dans la culture populaire
- Dans le film Une Parisienne (1957), c'est à bord d'un "biréacteur de combat" (sic) MS.760 que Brigitte Bardot et Charles Boyer font une escapade galante de Paris à Nice, avec survol de Monaco. Lorsqu'ils montent dans l'avion c'est le MS 755 Fleuret. On voit distinctement que c'est un biplace avec  le nom "Fleuret" sur la carlingue et immatriculation F-WZRS
- Dans le tome Escadrille des Cigognes (1964) des  aventures de Aventures deTanguy et Laverdure, le  commandant André Tanguy, père de Michel Tanguy, affecté à la base de Friedrichshafen en Allemagne, pilote un MS.760 de liaison[11].

### Développement lié
- Morane-Saulnier MS.755 Fleuret

### Aéronefs comparables
- Fouga Magister